# Tupanvirus
Tupanvirus (лат.) — род ДНК-содержащих вирусов из семейства Mimiviridae. Представители рода являются одними из крупнейших известных вирусов. Род описан в феврале 2018 года бразильско-французской группой микробиологов. Включает два вида. По состоянию на март 2020 года род не зарегистрирован в Международном комитете по таксономии вирусов.

## Название
Родовое название дано в честь Тупана — бога грома у индейцев гуарани.

## Строение вириона
Вирион достигает длины 1,2 мкм (из-за вариаций в длине хвоста встречаются вирионы длиной до 2,3 мкм), причём капсид по размеру (~450 нм) и структуре подобен капсиду мимивируса. Вирион Tupanvirus — самый крупный из описанный на сегодняшний момент вирусных частиц. У Tupanvirus имеется цилиндрический хвост диаметром ~550 × 450 нм, который прикреплён к основанию капсида — этот вирус самый «длиннохвостый» представитель семейства Mimiviridae. Показано, однако, что между хвостом и капсидом нет жёсткого соединения. Под капсидом находится липидная мембрана, которая при заражении клетки сливается с мембраной фагосомы, высвобождая содержимое капсида в цитоплазму. Содержимое хвоста высвобождается после впячивания мембраны фагосомы внутрь хвоста.

## Геном
Геном представлен линейной двуцепочечной ДНК, содержащей 1,44—1,51 млн пар оснований, кодирующих 1276—1425 белков. Это больше, чем у некоторых бактерий. В геноме Tupanvirus закодирован самый большой среди вирусов аппарат трансляции. В него входят 70 тРНК (в том числе у одного вида имеется тРНК для редкой аминокислоты пирролизина), 20 аминоацил-тРНК-синтетаз, 11 факторов трансляции и белки, необходимые для созревания тРНК и мРНК, а также модификации рибосомных белков. Более того, в геноме Tupanvirus содержатся и активно экспрессируются две последовательности, схожие с интронами в генах 18S рРНК. Таким образом, для полного набора, необходимого для трансляции, Tupanvirus не хватает только рибосом.

## Жизненный цикл
В отличие от большинства гигантских вирусов, Tupanvirus успешно размножается в амёбах двух видов: Acanthamoeba castellanii и Vermamoeba vermiformis. Вирус проникает в клетку, прикрепляясь к её мембране, и попадает внутрь клетки в ходе фагоцитоза (1 час после заражения). Мембрана, находящаяся под капсидом, сливается с мембраной фагосомы, и геном вируса выходит в цитоплазму (2—6 часов после заражения). После этого образуется вирусная фабрика, в которой происходит сборка новых вирусных частиц, причём хвост прикрепляется к капсиду после того, как он будет полностью сформирован (7—12 часов после заражения). Через 16—24 часа после заражения цитоплазма амёбы оказывается полностью заполненной вирусными частицами, и после лизиса клетки они попадают во внешнюю среду. Цитотоксичность Tupanvirus выражается в подавлении экспрессии рРНК и прогрессивном разрушении ядра клетки-хозяина.

## Эволюция
Анализ последовательностей показал, что Tupanvirus — сестринская группа мимивирусов в составе семейства Mimiviridae. Вероятно, что предки этих вирусов не были узко специализированы и заражали самых разнообразных протистов. С этой точки зрения предки Tupanvirus (и, возможно, мимивирусов) были гигантскими вирусами, которые подверглись редуктивной эволюции, в ходе которой, однако, они приобрели некоторые гены. Редуктивная эволюция характерна для многих облигатных внутриклеточных паразитов. Как правило, они утрачивают гены, связанные с получением энергии, так как все их энергетические нужды удовлетворяет клетка-хозяин. Возможен и альтернативный сценарий, согласно которому предок Tupanvirus был относительно просто устроенным вирусом, которых в ходе эволюции приобрёл много новых генов.

## Виды
- Tupanvirus salinum (ранее Tupanvirus soda lake) обнаружен в щёлочном озере Nhecolândia (Пантанал на юге Бразилии). Это озеро очень солёное с высоким значением pH.
- Tupanvirus altamarinense (ранее Tupanvirus deep ocean) обнаружен в морских осадочных отложениях, собранных на глубине 3000 метров у побережья Кампус-дус-Гойтаказис в Бразилии.